# Svidnička
Svidnička (in ungherese Kisfagyalos) è un comune della Slovacchia facente parte del distretto di Svidník, nella regione di Prešov.